# Con el alma
 Con el alma es una película de Argentina filmada en colores dirigida por Gerardo Vallejo sobre su propio guion escrito en colaboración con Oscar Balducci, Eva Piwowarski y Héctor Olmos que se estrenó el 27 de abril de 1995 y que tuvo como actores principales a Alfredo Alcón, Lito Cruz, Gerardo Vallejo, Eva Piwowarski y Juan Palomino. El filme tuvo el título alternativo de Desde el alma.
Fue filmada en Tafí del Valle en la provincia de Tucumán y en Olivos y Fátima en la provincia de Buenos Aires. El director había considerado inicialmente que los papeles de Don Quijote y de Martín Fierro estuvieran a cargo de Héctor Alterio y Carlos Carella.

## Sinopsis
La historia de un director argentino contada por él mismo entre diálogos de Don Quijote con Martín Fierro.

## Reparto
- Alfredo Alcón
- Lito Cruz
- Gerardo Vallejo
- Eva Piwowarski
- Juan Palomino
- Diego Abatecola
- Rubén Medina

## Comentarios
Eduardo Giorello en La Prensa escribió:

«Recorre los caminos de la denuncia política y habla desde la belleza de inconmensurables paisajes de San Miguel de Tucumán.»

Claudio España en La Nación opinó:

«Con el almadeclara la sinceridad, así como la permanencia del creador en el plano de la constante experimentación. Si la obra no es perfecta, merece verse.»

Manrupe y Portela escriben:

«Tardía aproximación autobiográfica que confunde lo testimonial con la alegoría; con el director como protagonista y situaciones poco creíbles. »

Guillermo Ravaschino en Página 12 opinó:

«Por alguna razón que merecería investigarse aparte, el cine argentino rara vez encuentra la medida justa para acercarse a los desposeídos.»